# Мария Антиохийская (Торон)

Сеньория Торон на карте Галилеи

Мария Антиохийская (Marie d’Antioche) (1215 — ум. ок. 1257) — княгиня Торона с ок. 1234.
Дочь Раймона Рупена, принца Антиохии, и его жены Эльвизы де Лузиньян.
В 1229 году в ходе Шестого крестового похода император Фридрих II Гогенштауфен путём переговоров добился возвращения города Торон крестоносцам. Одной из наследниц Онфруа IV, последнего князя Торона до его завоевания Саладином, была Мария Антиохийская, как правнучка Изабеллы Торонской - жены царя Киликии Рубена III. Она и получила княжество после смерти бабки - Алисы Армянской (не ранее 1234).
В 1248 году в том же качестве (как правнучка Рубена III) безуспешно претендовала на трон Киликийского царства.
Муж (с 1240) — Филипп I де Монфор, сеньор Тира. Дети:
- Жан де Монфор (ум. 1283), сеньор Торона и Тира
- Онфруа де Монфор (ум. 1284), сеньор Бейрута и Тира
- Аликс
- Эльвиза.